# منتخب هونغ كونغ لكرة اليد للسيدات
منتخب هونغ كونغ لكرة اليد للسيدات هو الممثل الرسمي لهونغ كونغ في رياضة كرة اليد. شارك في بطولة آسيا لكرة اليد للسيدات مرتين وكانت المشاركة الأولى في سنة 1989، كان أفضل مركز له فيها هو الخامس.